# Helius vitiensis
Helius vitiensis är en tvåvingeart som beskrevs av Alexander 1956. Helius vitiensis ingår i släktet Helius och familjen småharkrankar.
Artens utbredningsområde är Fiji. Inga underarter finns listade i Catalogue of Life.